# España (automòbil)
España fou una marca catalana d'automòbils, fabricats a Barcelona entre 1917 i 1927 per l'empresa Fábrica Nacional de Automóviles F. Batlló, Sociedad en Comandita (més coneguda simplement com a Autos España). L'empresa fou fundada per Felipe Batlló, fill de l'industrial tèxtil Josep Batlló (l'amo de la Casa Batlló) i tenia la fàbrica al barri de Sant Andreu de Palomar i una delegació al número 2 de la Rambla de Catalunya.

## Història
Després de la realització d'un primer prototipus, Batlló va presentar el Tipo II (o España 2), equipat amb un motor francès de la marca "Alto" de 4 cilindres en línia i 1.847 cc que desenvolupava una potència màxima de 30 CV, amb caixa de canvis de 4 velocitats, carrosseria tipus torpede i velocitat màxima de 75 km/h. Aquest model va començar a comercialitzar-se el 1919 i se'n van construir unes 850 unitats.
El 1922 es va presentar el Tipo III (o España 3), un cotxe de la gamma alta amb motors de 4 cilindres i 3.690 cc amb caixa de canvis de 4 marxes, del qual se'n varen fer molt poques unitats, tres les quals varen ser per al seu pare, per al rei Alfons XIII i per al general Primo de Rivera. El mateix any, la firma elaborà un sofisticat automòbil de competició, el Tipo IV (o España 4), amb motor de 4 cilindres i 16 vàlvules de 4,5 litres de cilindrada. Felipe Batlló hi va córrer a la primera Pujada a la Rabassada, però va patir un accident en què va destrossar el cotxe.
La mala situació econòmica després del Reial Decret de 22/4/1922 va fer que Batlló decidís entrar dins l'anomenada "operació APTA" (Asociación Productora y Técnica del Automóvil), una maniobra per a unir les marques Elizalde, Ricart i España. Finalment, Elizalde se'n retirà i el 1928 Batlló s'associà amb el propietari de Ricart, l'enginyer Vilfred Ricart, i un cop fusionades ambdues empreses crearen Ricart-España.